# Atlantic Beach (Karolina Południowa)
Atlantic Beach – miasto w Stanach Zjednoczonych, w stanie Karolina Południowa, w hrabstwie Horry.